# Limonia eos
Limonia eos är en tvåvingeart som beskrevs av Jaroslav Stary och Evgenyi Nikolayevich Savchenko 1976. Limonia eos ingår i släktet Limonia och familjen småharkrankar. Inga underarter finns listade i Catalogue of Life.